# Laveline-du-Houx
Laveline-du-Houx è un comune francese di 227 abitanti situato nel dipartimento dei Vosgi nella regione del Grand Est.

## Società

### Evoluzione demografica
Abitanti censiti